# 美錦蘚
美錦蘚（学名：Sematophyllum pulchellum）为錦蘚科錦蘚屬下的一个种。